# Grande Prêmio de Abu Dhabi de 2011
O Grande Prêmio de Abu Dhabi foi a décima oitava corrida da temporada de 2011 da Fórmula 1.

## Resultados

### Treino classificatório
| #                        | Nº | Piloto              | Equipe               | Q1        | Q2       | Q3        | voltas |
| ------------------------ | -- | ------------------- | -------------------- | --------- | -------- | --------- | ------ |
| 1                        | 1  | Sebastian Vettel    | RBR-Renault          | 1:40.478  | 1:38.516 | 1:38.481  | 16     |
| 2                        | 3  | Lewis Hamilton      | McLaren-Mercedes     | 1:39.782  | 1:38.434 | 1:38.622  | 15     |
| 3                        | 4  | Jenson Button       | McLaren-Mercedes     | 1:40.227  | 1:39.097 | 1:38.631  | 14     |
| 4                        | 2  | Mark Webber         | RBR-Renault          | 1:40.167  | 1:38.821 | 1:38.858  | 19     |
| 5                        | 5  | Fernando Alonso     | Ferrari              | 1:41.380  | 1:39.058 | 1:39.058  | 16     |
| 6                        | 6  | Felipe Massa        | Ferrari              | 1:41.592  | 1:39.623 | 1:39.695  | 20     |
| 7                        | 8  | Nico Rosberg        | Mercedes             | 1:41.120  | 1:39.420 | 1:39.773  | 17     |
| 8                        | 7  | Michael Schumacher  | Mercedes             | 1:42.605  | 1:40.554 | 1:40.662  | 18     |
| 9                        | 14 | Adrian Sutil        | Force India-Mercedes | 1:40.595  | 1:40.205 | 1:40.768  | 17     |
| 10                       | 15 | Paul di Resta       | Force India-Mercedes | 1:41.064  | 1:40.414 | Sem tempo | 15     |
| 11                       | 17 | Sergio Perez        | Sauber-Ferrari       | 1:41.311  | 1:40.874 |           | 18     |
| 12                       | 10 | Vitaly Petrov       | Renault              | 1:40.955  | 1:40.919 |           | 18     |
| 13                       | 18 | Sébastien Buemi     | STR-Ferrari          | 1:41.737  | 1:41.009 |           | 15     |
| 14                       | 9  | Bruno Senna         | Renault              | 1:41.391  | 1:41.079 |           | 15     |
| 15                       | 19 | Jaime Alguersuari   | STR-Ferrari          | 1:41.386  | 1:41.162 |           | 16     |
| 16                       | 16 | Kamui Kobayashi     | Sauber-Ferrari       | 1:41.613  | 1:41.240 |           | 17     |
| 23                       | 12 | Pastor Maldonado1   | Williams-Cosworth    | 1:42.258  | 1:41.760 |           | 13     |
| 17                       | 20 | Heikki Kovalainen   | Lotus-Renault        | 1:42.979  |          |           | 11     |
| 18                       | 21 | Jarno Trulli        | Lotus-Renault        | 1:43.884  |          |           | 11     |
| 19                       | 24 | Timo Glock          | Virgin-Cosworth      | 1:44.515  |          |           | 9      |
| 20                       | 22 | Daniel Ricciardo    | HRT-Cosworth         | 1:44.641  |          |           | 9      |
| 21                       | 25 | Jerome d'Ambrosio   | Virgin-Cosworth      | 1:44.699  |          |           | 8      |
| 22                       | 23 | Vitantonio Liuzzi   | HRT-Cosworth         | 1:45.159  |          |           | 8      |
| Tempo dos 107%: 1:46.766 |    |                     |                      |           |          |           |        |
| 24                       | 11 | Rubens Barrichello2 | Williams-Cosworth    | Sem tempo |          |           | 0      |

Notas
↑1  - Pastor Maldonado foi penalizado em 10 posições por usar seu nono motor, excedendo o limite de 8 motores na temporada.
↑2  - Rubens Barrichello não conseguiu participar do treino por causa de um vazamento de óleo em seu carro, mas conseguiu permissão para participar da corrida.

### Corrida
| #   | Nº | Piloto             | Equipe               | Voltas | Tempo       | Grid | Pontos |
| 1   | 3  | Lewis Hamilton     | McLaren-Mercedes     | 55     | 1:37:11.886 | 2    | 25     |
| 2   | 5  | Fernando Alonso    | Ferrari              | 55     | +8.4s       | 5    | 18     |
| 3   | 4  | Jenson Button      | McLaren-Mercedes     | 55     | +25.8s      | 3    | 15     |
| 4   | 2  | Mark Webber        | RBR-Renault          | 55     | +35.7s      | 4    | 12     |
| 5   | 6  | Felipe Massa       | Ferrari              | 55     | +50.5s      | 6    | 10     |
| 6   | 8  | Nico Rosberg       | Mercedes             | 55     | +52.3s      | 7    | 8      |
| 7   | 7  | Michael Schumacher | Mercedes             | 55     | +75.9s      | 8    | 6      |
| 8   | 14 | Adrian Sutil       | Force India-Mercedes | 55     | +77.1s      | 9    | 4      |
| 9   | 15 | Paul di Resta      | Force India-Mercedes | 55     | +101.087s   | 10   | 2      |
| 10  | 16 | Kamui Kobayashi    | Sauber-Ferrari       | 54     | +1 volta    | 16   | 1      |
| 11  | 17 | Sergio Perez       | Sauber-Ferrari       | 54     | +1 volta    | 11   |        |
| 12  | 11 | Rubens Barrichello | Williams-Cosworth    | 54     | +1 volta    | 24   |        |
| 13  | 10 | Vitaly Petrov      | Renault              | 54     | +1 volta    | 12   |        |
| 14  | 12 | Pastor Maldonado   | Williams-Cosworth    | 54     | +1 volta    | 23   |        |
| 15  | 19 | Jaime Alguersuari  | STR-Ferrari          | 54     | +1 volta    | 15   |        |
| 16  | 9  | Bruno Senna        | Renault              | 54     | +1 volta    | 14   |        |
| 17  | 20 | Heikki Kovalainen  | Lotus-Renault        | 54     | +1 volta    | 17   |        |
| 18  | 21 | Jarno Trulli       | Lotus-Renault        | 53     | +2 voltas   | 18   |        |
| 19  | 24 | Timo Glock         | Virgin-Cosworth      | 53     | +2 voltas   | 19   |        |
| 20  | 23 | Vitantonio Liuzzi  | HRT-Cosworth         | 53     | +2 voltas   | 22   |        |
| Ret | 22 | Daniel Ricciardo   | HRT-Cosworth         | 48     | +7 voltas   | 20   |        |
| Ret | 18 | Sébastien Buemi    | STR-Ferrari          | 19     | +36 voltas  | 13   |        |
| Ret | 25 | Jerome d'Ambrosio  | Virgin-Cosworth      | 18     | +37 voltas  | 21   |        |
| Ret | 1  | Sebastian Vettel   | RBR-Renault          | 1      | Pneu furado | 1    |        |

## Tabela do campeonato após a corrida
Observe que somente as cinco primeiras posições estão incluídas na tabela.
| Pos | Var     | Piloto           | Pontos |
| --- | ------- | ---------------- | ------ |
| 1   | Estável | Sebastian Vettel | 374    |
| 2   | Estável | Jenson Button    | 255    |
| 3   | Estável | Fernando Alonso  | 245    |
| 4   | Estável | Mark Webber      | 233    |
| 5   | Estável | Lewis Hamilton   | 227    |

| Pos | Var     | Construtor       | Pontos |
| --- | ------- | ---------------- | ------ |
| 1   | Estável | Red Bull-Renault | 607    |
| 2   | Estável | McLaren-Mercedes | 482    |
| 3   | Estável | Ferrari          | 353    |
| 4   | Estável | Mercedes         | 159    |
| 5   | Estável | Renault          | 72     |